# Sinorchestia sinensis
Sinorchestia sinensis is een vlokreeftensoort uit de familie van de Talitridae. De wetenschappelijke naam van de soort is voor het eerst geldig gepubliceerd in 1925 door Charles Chilton.